# Simulium clarki
Simulium clarki är en tvåvingeart som beskrevs av David Fairchild 1940. Simulium clarki ingår i släktet Simulium och familjen knott. Inga underarter finns listade i Catalogue of Life.